# Hillesøy kommun
Hillesøy kommun (norska: Hillesøy kommune) var en kommun i Troms fylke i norra Norge. Kommunen omfattade den västra delen av nuvarande Tromsø kommun samt den norra delen av nuvarande Senja kommun. Byn Brensholmen utgjorde kommunens centralort.

## Administrativ historik
Hillesøy kommun upprättades 1855 genom utbrytning ur Lenviks kommun. Kommunen hade 811 invånare vid upprättandet.
Den 1 januari 1964 upplöstes kommunen och delades. Området på ön Kvaløya och öarna norr om ön Hekkingen (med 1 316 invånare) fördes, tillsammans med Tromsøysunds kommun och en del av Ullsfjords kommun, till Tromsø kommun medan området på ön Senja och ön Hekkingen (med 1 159 invånare) fördes, tillsammans med delar av kommunerna Sørreisa och Tranøy, till Lenviks kommun (sedan den 1 januari 2020 en del av Senja kommun). Kommunen hade vid delningen totalt 2 475 invånare.